# Кубок Мерконорте
Кубок Мерконорте (ісп. Copa Merconorte) — міжнародний турнір з футболу серед клубів північної частини Південної Америки. Розігрувався щорічно в 1998—2001 роках (всього чотири розіграші). Ідея турніру скопійована в Кубку Меркосур — турніру, проведеного серед клубів країн південної частини Південної Америки.

## Формат
У турнірі брали участь клуби Болівії, Венесуели, Колумбії, Перу і Еквадору, згодом до участі запросили клуби з провідних країн КОНКАКАФ — Мексики, США, Коста-Рики.
У першому розіграші 1998 року крім південноамериканських команд повинні були брати участь команди з Мексики та США. Однак, організатори не змогли домовитися з Мексиканською футбольною асоціацією, які саме команди від цієї країни повинні брати участь у турнірі. Потім було вирішено виключити з розіграшу також команди з США. Таким чином, у 1998 і 1999 роках у турнірі грали 12 команд. Клуби були розбиті на 3 групи по 4 в кожній. Переможці груп і краща друга команда виходили у півфінал.
У наступних розіграшах північноамериканські команди знову були включені у склад учасників. Так, у 2000 і 2001 роках брало участь 16 команд. Клуби були розбиті на 4 групи. Переможці груп виходили до півфіналу.

## Фінали
| Сезон | Переможець                     | Рахунок           | Фіналіст                        |
| ----- | ------------------------------ | ----------------- | ------------------------------- |
| 1998  | Атлетіко Насьйональ (Медельїн) | 3:1, 1:0          | Депортіво Калі (Калі)           |
| 1999  | Америка (Калі)                 | 1:2, 1:0 (п. 5:3) | Індепендьєнте Санта-Фе (Богота) |
| 2000  | Атлетіко Насьйональ (Медельїн) | 2:1, 0:0          | Мильйонаріос (Богота)           |
| 2001  | Мільйонаріос (Богота)          | 1:1, 1:1 (п. 3:1) | Емелек (Гуаякіль)               |

## Переможці та фіналісти
Всі 4 розіграшу виграли клуби з Колумбії, більш того тільки одного разу у фіналі команда грала не з Колумбії, в розіграші 2001 року в фінал вийшов еквадорський «Емелек».
| Клуб                            | Перемог | Фіналів | Роки       |
| ------------------------------- | ------- | ------- | ---------- |
| Атлетіко Насьональ (Медельїн)   | 2       | 2       | 1998, 2000 |
| Мільонаріос (Богота)            | 1       | 2       | 2000, 2001 |
| Америка (Калі)                  | 1       | 1       | 1999       |
| Депортіво Калі (Калі)           | -       | 1       | 1998       |
| Індепендьєнте Санта-Фе (Богота) | -       | 1       | 1999       |
| Емелек (Гуаякіль)               | -       | 1       | 2001       |

### По країнах
| Країна   | Перемог | Фіналів |
| -------- | ------- | ------- |
| Колумбія | 4       | 7       |
| Еквадор  | -       | 1       |